# Rensen-Pluton
Der Rensen-Pluton ist eine oligozäne, syntektonische Intrusion im ostalpinen Grundgebirge Südtirols. Sie besteht vorwiegend aus Granodiorit und Tonalit. Zusammen mit anderen Plutonen bildet sie Teil der periadiatischen Intrusionen, die an der Grenze zwischen Südalpin und zentralem Ostalpin aufdrangen.

## Geographie

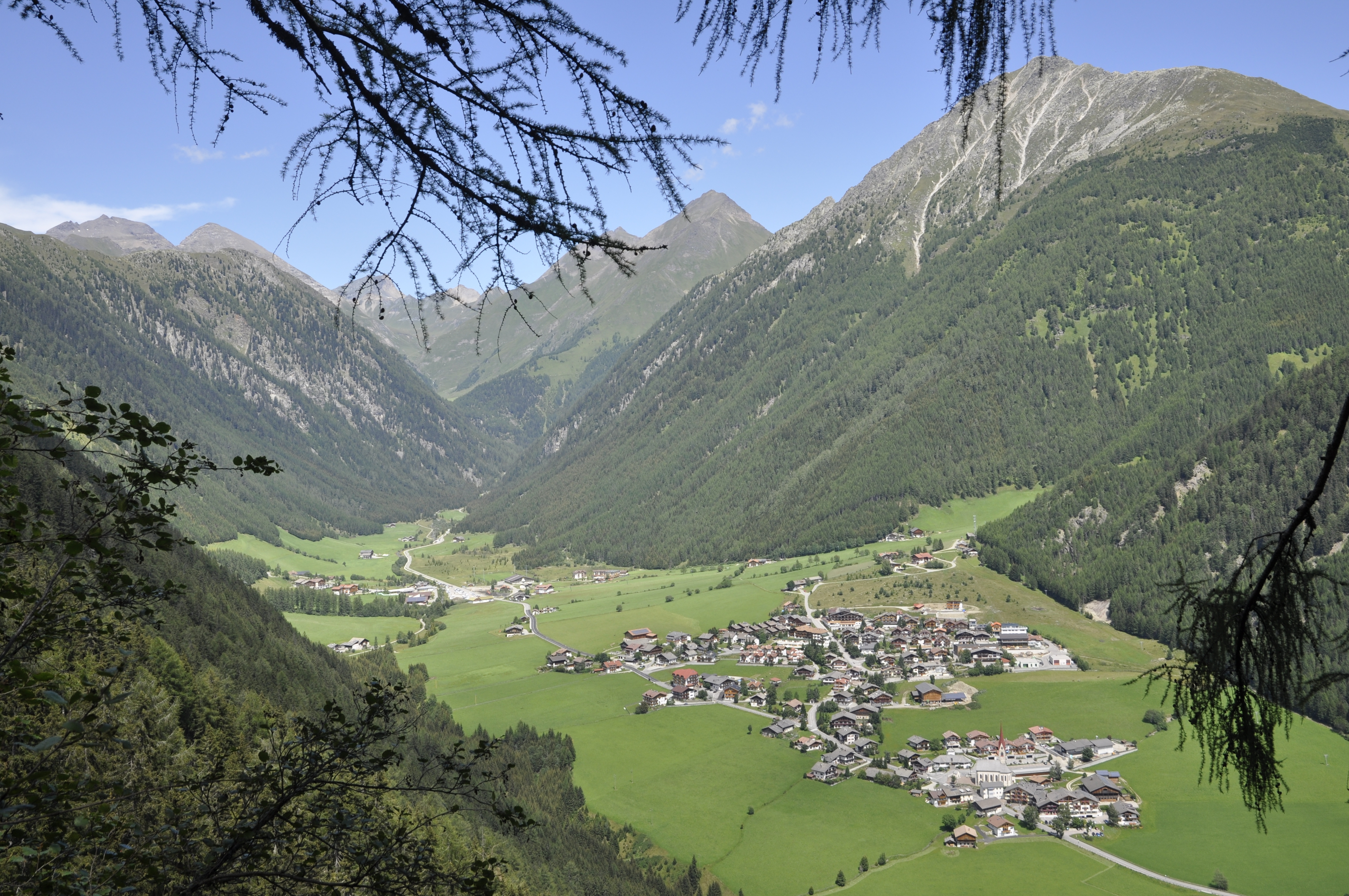
Vals mit Valler Tal gen Norden. Die 2641 Meter hohe Gaisjochspitze rechts oberhalb von Vals wird vom Rensen-Pluton gebildet.

Die langgestreckte, Ost-West-verlaufende, nach der 2473 Meter hohen Rensenspitze benannte Intrusion ist 7 Kilometer lang und bis zu 1,5 Kilometer breit. Sie beginnt am Doppelgipfel der Gaisjochspitze (2641 m) und der Gurnatschspitze bzw. Gurnatsch (2581 m) unmittelbar westlich des Altfasstals, quert das Valler Tal 2 Kilometer nördlich von Vals und endet am Mutakopf (2208 m) (nordöstlich von Mauls) etwa einen Kilometer südwestlich der Plattspitze (2669 m).

## Geologie
Die Intrusion des Rensen-Plutons war im Oligozän in die mittelostalpinen Alten Gneise zwischen dem Südwestrand des Tauernfensters und dem unmittelbar südlich vorbeilaufenden Defereggen-Antholz-Vals-Lineament erfolgt. Die Alten Gneise setzen sich hier vorwiegend aus Paragneisen, seltenen Orthogneisen und Augengneisen, Granatglimmerschiefern der Grünschiefer- bis unteren Amphibolitfazies, Amphiboliten, Quarziten und gelegentlichen Marmoren zusammen. Nur 1,5 Kilometer weiter südlich zieht die rechtsverschiebende Periadriatische Naht vorbei – die Grenze zum Südalpin, das hier mit dem Brixen-Pluton ansteht. Vom Nordrand des Rensen-Plutons bis zum nördlich gelegenen Tauernfenster sind es nur 500 Meter.
Der Pluton verläuft im Wesentlichen parallel zum Hauptflächengefüge des Altkristallins, Teile des Nebengesteins wurden bei der Intrusion verdrängt und aufgeschmolzen. Dies führte zu lokalen Assimilationen und zur Bildung von Schollenmigmatiten. Eine nur schwach ausgebildete Kontaktzone ist am Nordrand der Intrusion zu beobachten.
Am Nordkontakt zu den alten Gneisen herrscht steiles Einfallen nach Norden vor, am Südrand flacheres Einfallen mit 40 bis 60° in gleicher Richtung. Die Intrusion selbst gliedert sich in eine tonalitische Randzone im Norden und eine granodioritisch-tonalitische Hauptfazies im Süden, die 90 % der Intrusion einnimmt. Die beiden Faziestypen lassen sich makroskopisch gut unterscheiden. Das Dach des Plutons ist nicht mehr vorhanden.
Der Ursprung der Schmelzen entlang der Periadriatischen Naht und dem DAV-Lineament wird von Von Blanckenburg und Davies (1995) als Folgeerscheinung eines Abreißens der subduzierenden Massen gedeutet. Die entlang der Naht entstehenden Magmenkörper fielen dabei wahrscheinlich einer Scherung anheim, erkennbar an der teilweisen Verformung der oligozänen Intrusionen wie beispielsweise dem Bergell-Pluton, dem Adamello-Pluton, dem Rieserferner-Pluton und auch der tonalitischen Lamellen am Nordrand der permischen Intrusionen (Brixen-Pluton).

## Petrologie
Lithologisch wird der Rensen-Pluton von Granodiorit und Tonalit aufgebaut, wobei letzterer besonders am Nordrand des Plutons vertreten ist. Diorit, Quarzdiorit, Granit, Monzogranit und Ganggesteine erweitern die Variationsbreite des sonst relativ einheitlich aufgebauten Plutons. Der Quarzdiorit bilde kleine ausgelängte Körper innerhalb des Granodiorits und Tonalits. Eine kleine Masse besteht aus foliiertem Zweiglimmergranit (Leukogranit).
Der Granodiorit führt die Minerale Plagioklas, Quarz, Alkalifeldspat und Biotit. Hinzu kommen die Akzessorien Apatit, Titanit, Zirkon, Rutil und Turmalin und die Umwandlungsprodukte Epidot, Chlorit und Muskovit. Der Tonalit besitzt dieselbe Mineralogie, enthält aber zusätzlich noch Hornblende (Aluminium-Eisen-Tschermakit). Seltener Granat tritt im Plagioklas des Quarzdiorits auf.
Das Gefüge des Plutons ist insgesamt hypidiomorph und granophyrisch.
Bei der Kontaktmetamorphose entstanden Skarnminerale wie Wollastonit, Klinozoisit, Phlogopit, Calcit, Vesuvianit und rekristallisierter Quarz.
Das magmatische Geschehen am Rensen-Pluton kann in vier Abschnitte gegliedert werden:
- Vorläufergänge aus porphyrischem Tonalit und Granodiorit. Die Gänge sind innerhalb der Hauptintrusion nicht anzutreffen, können sich jedoch bis ins Tauernfenster erstrecken. Sie sind stellenweise sehr stark verformt und in unmittelbarer Nachbarschaft der Intrusion kontaktmetamorph überprägt. Pegmatitgänge wurden isoklinal verfaltet.
- Hauptintrusion
- Adern und Gänge aus Granit, Aplit, Pegmatit und Quarz. Diese finden sich auch im Pluton.
- Spätstadium mit feinkörnigen mafischen Gängen, die sämtliche Vorläufer durchschlagen.[6]

### Chemische Zusammensetzung

#### Hauptelemente
Bei den Hauptelementen zeigt der Rensen-Pluton folgende Zusammensetzung:
| Oxid Gew. % | Diorit     | Tonalit    | Granodiorit | Granit     | CIPW-Norm | Diorit | Tonalit | Granodiorit | Granit |
| ----------- | ---------- | ---------- | ----------- | ---------- | --------- | ------ | ------- | ----------- | ------ |
| SiO2        | 54,77      | 62,98      | 67,32       | 69,58      | Q         | 8,89   | 20,07   | 25,76       | 34,00  |
| TiO2        | 0,80       | 0,51       | 0,34        | 0,27       | Or        | 7,12   | 10,41   | 11,80       | 13,75  |
| Al2O3       | 18,99      | 16,90      | 16,15       | 16,34      | Ab        | 21,29  | 25,38   | 28,00       | 19,61  |
| Fe2O3       |            |            |             |            | An        | 36,94  | 27,43   | 22,62       | 18,86  |
| FeO         | 7,07 (tot) | 4,59 (tot) | 3,22 (tot)  | 3,74 (tot) | C         |        |         | 0,24        | 3,09   |
| MnO         | 0,15       | 0,09       | 0,06        | 0,04       | Il        | 1,52   | 0,97    | 0,65        | 0,52   |
| MgO         | 3,87       | 2,42       | 1,96        | 1,80       | Mt        | 1,34   | 0,88    | 0,60        | 0,72   |
| CaO         | 8,23       | 6,07       | 4,56        | 3,80       | Hy        | 18,02  | 11,26   | 9,22        | 9,67   |
| Na2O        | 2,52       | 3,00       | 3,31        | 2,32       | Di        | 2,23   | 1,82    |             |        |
| K2O         | 1,21       | 1,76       | 2,00        | 2,33       | Ap        | 0,43   | 0,16    |             |        |
| P2O5        | 0,19       | 0,07       |             |            |           |        |         |             |        |
| Mg#         | 0,55       | 0,54       | 0,57        | 0,51       |           |        |         |             |        |
| K2O/Na2O    | 0,48       | 0,59       | 0,60        | 1,00       |           |        |         |             |        |
| Al/Na+K     | 3,49       | 2,47       | 2,12        | 2,58       |           |        |         |             |        |
| Al/Na+K+Ca  | 0,93       | 0,94       | 1,02        | 1,23       |           |        |         |             |        |
| A'/F        | - 0,04     | - 0,05     | 0,06        | 0,37       |           |        |         |             |        |

Der Rensen-Pluton gehört der kalkalkalischen Gesteinsserie an und zeigt TTG-Affinität. Die Magmatite sind vorwiegend normal kalkalkalisch mit einem sanft verlaufenden Fraktionierungstrend von Quarzdiorit hin zu Granodiorit; der Leukogranit ist jedoch hiervon abgesetzt, da er dem Hoch-K-Typus (englisch high-K-calcalkaline oder abgekürzt HKCA) angehört, erkennbar an seinem hohen K2O/Na2O. Der Leukogranit besitzt starke Ähnlichkeit mit Krustengesteinen, was sowohl die Strontium-Neodym-Isotopensystematik als auch ererbte prämagmatische Komponenten in der Zirkonpopulation anbelangt. Es wird daher angenommen, dass er durch Krustenanatexis entstand.
Der SiO2-Gehalt der Gesteine reicht von 52 bis zu 72 Gewichtsprozent, sie sind somit intermediär bis sauer. Negativ korreliert mit SiO2 sind TiO2, Al2O3, FeO (tot), MgO, MnO und CaO. Positiv korreliert sind Na2O und K2O. Sämtliche Gesteine führen in der CIPW-Norm Quarz und sind daher an SiO2 übersättigt.
Was die Aluminosität anbelangt, so sind Diorit und Tonalit hypoaluminos (A'/F < 0), der Granodiorit ist normal aluminos und der Leukogranit hyperaluminos. Die ersten drei sind an Aluminium untersättigt bzw. metaluminos, wohingegen der Leukogranit an Aluminium übersättigt bzw. peraluminos ist. In der Norm führen Granodiorit und Granit Korund, Anzeiger für Übersättigung an Aluminium (Peraluminosität). In Diorit und Tonalit tritt an die Stelle von Korund normativer Diopsid.
Die Gesteine gehören vorwiegend dem intrusiven I-Typus an, erkennbar an Al/Na+K+Ca < 1,1. Auch hier bildet der Leukogranit eine Ausnahme, da er einen sedimentär kontaminierten S-Typus darstellt. Das K2O/Na2O-Verhältnis für MgO > 3 Gewichtsprozent bewegt sich zwischen 0,4 und 0,6 (ausgenommen der Leukogranit mit 1,0), die Gesteinsproben sind daher Natrium-betont und setzen sich recht deutlich vom Zinsnock-Pluton und auch vom Rieserferner-Pluton ab, welche mehr in Richtung Kaliumvormacht tendieren. Die Magnesiumzahlen bewegen sich zwischen 0,51 und 0,57, typisch für Diorit, jedoch recht hoch für Granodiorit und Granit.

#### Spurenelemente
| Spurenelement ppm | Diorit | Tonalit | Granodiorit | Granit |
| ----------------- | ------ | ------- | ----------- | ------ |
| Zr                | 124    | 158     | 118         | 92     |
| Rb                | 49     | 68      | 103         | 126    |
| Sr                | 343    | 368     | 451         | 457    |
| Ba                | 260    | 456     | 640         | 489    |

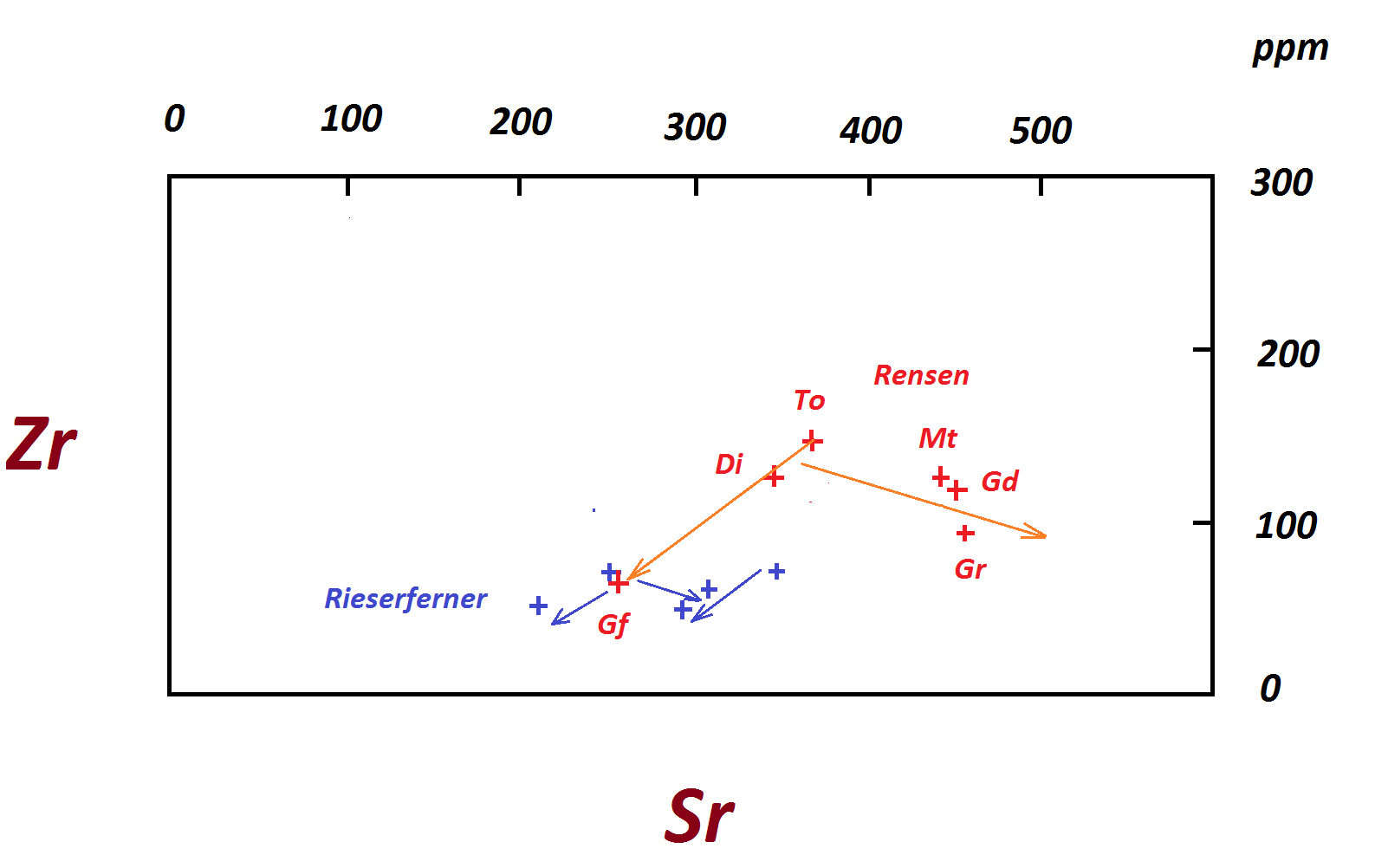
Zr-Sr-Diagram zur Unterscheidung der Gesteinsgruppen des Rensen- (rot) und des Rieserferner-Plutons (blau). Die beiden Intrusionen setzen sich voneinander ab, der Rensen-Pluton hat höhere Zirkonium-Gehalte. Die Pfeile geben die beiden Fraktionierungstrends an.

Bei den Spurenelementen sind mit SiO2 positiv korreliert Barium, Rubidium und Tantal, wobei Rb und Ta insbesondere im Leukogranit starke Anreicherung aufweisen. Die Strontiumwerte überdecken im Rensen-Pluton den Bereich 340 bis 600 ppm und sind somit eindeutig höher als beim Rieserfener-Pluton, dessen Sr-Werte zwischen 100 und 500 ppm streuen. Sie manifestieren eine Zunahme von Diorit zu Granit. Bei ähnlichen Rb-Werten (zwischen 50 und 130 ppm) bedingt dies ein signifikant niedrigeres Rb/Sr-Verhältnis. Die Hauptmasse der Zr-Werte variiert zwischen 90 und 160 ppm und ist mit Titan positiv korreliert (konstantes Ti/Zr-Verhältnis von 20).
Die Zr-Werte zeigen eine Abnahme von Tonalit zu Granit. Die Zunahme von Strontium bei gleichzeitiger Abnahme von Zirkonium kann durch eine Fraktionierung von Amphibol oder Biotit oder beiden zusammen erklärt werden. Innerhalb der Datenmenge erscheint aber noch ein zweiter Entwicklungstrend, nämlich eine Abnahme von Strontium bei gleichzeitiger Abnahme von Zirkonium. Dieser zweite Entwicklungstrend kann durch eine zusätzliche Plagioklas-Fraktionierung entstehen.
Beide Entwicklungstrends finden sich auch im Rieserferner-Pluton, weswegen der Schluss gezogen werden kann, dass der Rensen-Pluton sowie Teile der Rieserferner-Intrusion eine enge genetische Beziehung aufweisen und somit durchwegs aus derselben oder aus einer ähnlichen Schmelze abgeleitet werden können. Andererseits belegen unterschiedliche Spurenelementverhältnisse eine komplexe, mehrphasige Magmengenese für beide Intrusiva. Die Unterschiede zwischen Rieserferner- und Rensen-Pluton können entweder durch unterschiedliches Ausgangsmaterial oder durch unterschiedliche Aufschmelzungsraten erklärt werden. Höhere Rb/Sr-Quotienten für den Rieserferner-Komplex erlauben eine Magmenkontamination durch Krustenanatexis als durchaus mögliche Interpretation.

#### Isotopenverhältnisse
Bei den initialen Isotopenverhältnissen variieren die 87Sr/86Sr-Werte zwischen 0,7075 und 0,7081 (Quarzdiorit-Granodiorit), steigen aber beim Leukogranit abrupt auf 0,7095 bis 0,7110 hin an. Sie sind somit höher als beim Rieserferner-Pluton (0,7069). Die initialen Neodym-Isotopenverhältnisse verringern sich von 0,51236 bei Quarzdiorit auf 0,51225 bei einigen Tonaliten und Leukogranit. Im Neodym-Strontium-Diagram zeigen die Werte somit Ähnlichkeiten mit dem Bergell-Pluton und dem südlichen Adamello-Pluton.
Bei den Bleiisotopen manifestieren die Gesteine des Rensen-Plutons sehr homogene, Krustengesteinen vergleichbare Werte – und durchaus im Bereich anderer alpiner Plutonite. Auch hier hat der Leukogranit gegenüber dem Diorit/Tonalit leicht erhöhte Verhältnisse bei 207Pb/204Pb und bei 208Pb/204Pb. 207Pb/204Pb bewegt sich zwischen 15,66 und 15,68, 208Pb/204Pb zwischen 38,77 und 38,85 und 206Pb/204Pb zwischen 18,63 und 18,68. Die Blei-Werte sind denen vom nördlichen Adamello-Pluton sehr ähnlich.

## Petrogenese
Geochemie, Isotopen und Geochronologie zeigen, dass der Rensen-Pluton nicht komagmatisch ist. Seine Gesteinsassoziation dürfte auf eine intensive Interaktion zwischen mafischen Mantelmagmen und Krustenmaterial zurückzuführen sein. Bellieni und Kollegen (1991) schlugen vor, dass die Petrogenese des Rensen-Plutons am besten durch die mehrfache, unter verschiedenen Drucken erfolgte fraktionierte Kristallisation eines dioritischen Magmas erklärt werden kann, welches gleichzeitig mit der intrudierten Kruste in Reaktion trat. Dadurch entstanden die variablen Strontiumisotopensignaturen und die unterschiedlichen Trends der kompatiblen gegenüber den inkompatiblen Elementen.

### Platznahme
Die Platznahme des Magmas war in zwei Schüben erfolgt, wie ein Vergleich magmatischer und magnetischer Gefügeelemente des Plutons mit den Strukturen im Wirtsgestein erkennen lässt. Während der ersten Stufe intrudierte tonalitisches Magma bei vorherrschender Nordnordost-Südsüdwest-gerichteter Kompressionsspannung unter Bildung eines Ost-West-gerichteten Abplattungsgefüges, definiert durch eingeregelte Biotite und Hornblenden. In der zweiten Stufe drang granodioritisches Magma auf, jetzt jedoch in einem Dehnungsregime, das mit den sinistralen Bewegungen am DAV-Lineament in Verbindung stand.
In Anlehnung an Saint Blanquat und Kollegen (1998) kann der Intrusionsverlauf wie folgt charakterisiert werden: Zu Beginn eröffnete sich das unter Überdruck und aktiven linksseitigen Seitenverschiebungen stehende Magma seinen eigenen Intrusionsaum. Dies wiederum bewirkte eine Rotation der magmatischen Foliation (Abplattungsebene gegenüber der kompressiven Hauptspannungsrichtung) in eine Parallelität zum Scherkorridor. Der initiale Magmenschub bestand aus der amphibolreichen tonalitischen Randfazies. Hernach entstanden granodioritische bis tonalitische Magmenpulse, die in südliche, unter Dehnung stehende Bereiche ausbrachen. Hierauf deuten zumindest die Anisotropie der magnetischen Suszeptibilität (AMS), deren Maximalintensität jetzt nach Süden zeigt, sowie eine örtliche Auslenkung der regionalen Foliation. Noch während der Abkühlung des Plutons entstanden als synthetische Riedel (des R-Typs) sinistrale Scherkorridore, die letzte Magmenschübe ermöglichten und den Pluton seiner jetzigen, etwas treppenartigen Form näher brachten. Am Ende bildeten sich aufgrund der Rotation der Hauptspannungsachsen nach Nordwest späte rechtsverschiebende Scherzonen, die den Pluton nach erfolgter Abkühlung tektonisch im Niedertemperaturbereich überprägten. Als letztes Ereignis sind spröde Verwerfungen zu nennen, die insbesondere im Nordosten dem Pluton seine jetzige Form gaben.

## Tektonik
Die Tektonik der austroalpinen (mittelostalpinen) Wirtsgesteine des Rensen-Plutons wird von zwei unterschiedlichen kinematischen Verformungsfeldern geprägt. Vor Aufdringen des Plutons war eine linksverschebende, in Ostnordost-Richtung verlaufende Scherverformung ausschlaggebend, die das gesamte Umfeld des Rensen-Plutons in einen sinistralen Scherkorridor mit bedeutender Ost-West-Streckung verwandelt hatte. Die Scherflächen stehen saiger oder fallen steil nach Nordnordwest (mit Streuung im Streichen von Nordwest bis Nord) ein. Gleichzeitig erfolgte an ihnen eine steil nach Süden gerichtete Aufpressung, die durch das allmähliche Auftauchen des penninischen Tauernfensters ausgelöst wurde. Außerdem wurden die Nebengesteine durch die sinistrale Scherung teilweise mylonitisiert. Später wurden während der Kontaktmetamorphose gebildete Porphyroblasten und auch die Vorläufergänge nach wie vor sinistral überprägt.
Der Übergang zu transpressiver, rechtsverschiebender Kinematik, initiiert durch Bewegungen an der Periadriatische Naht, erfolgte relativ rasch nach dem Eindringen der Vorläufergänge und noch vor dem endgültigen Erstarren des Rensen-Plutons. Dieser Übergang von linksverschiebendem, duktilen Gefüge zu einer dextralen Überprägung im Niedrigtemperaturbereich kann an den c-Achsenmustern von Quarz abgelesen werden. Er ging mit einem Wechsel der Hauptspannungsrichtungen von Nordnordost auf Nordwest einher und steht im direkten Zusammenhang mit der Annäherung des europäischen und des adriatischen Plattenbereichs, der zwischen dem frühen Oligozän und dem späten Miozän (30 bis 10 Millionen Jahre) unter einer Rotationsbewegung gegen den Uhrzeigersinn (zyklonische Strömung) vonstattengegangen war. Auch die nördlich des Massivs gelegenen Aplitadern enthalten duktile Gefüge, die von rechtsverschiebendem Schersinn überprägt werden; sie sind daher zur selben Zeit wie der Rensen-Pluton verformt worden.
In der Spätphase entstanden antithetische, linksverschiebende Riedelscherflächen (R 2), die sich durch feinkörnige Quarzmikrostrukturen auszeichnen, sowie assoziierte Pseudotachylite. Spröd-duktile bis rein spröde Verwerfungen geben jetzt ein Nord-Süd- bis Nordnordwest-Südsüdost-gerichtetes Spannungsfeld mit gleichzeitig erfolgender, Ost-West-gerichteter Ausweichbewegung zu erkennen. Der Betrag der Rechtsverschiebung entlang der Periadriatischen Naht kann nicht quantifiziert werden, das metamorphe austroalpine Grundgebirge wurde aber im Intervall zwischen 24 und 13 Millionen Jahren (Chattium bis Serravallium) um 4 bis 5 Kilometer an ihr herausgehoben.
Im Bereich des Rensen-Plutons wird das Austroalpin auf nur 4 Kilometer eingezwängt und von linksveschiebender Scherung dominiert (mit flachliegender, Ostnordost-streichender Lineation), deren Intensität generell von Süd nach Nord ansteigt. Mikrostrukturen geben zu erkennen, dass in Richtung Tauernfenster die Korngrenzenwanderung (englisch grain boundary migration oder GBM) zunimmt und somit ein Ansteigen der Temperaturen von 400 auf 550 °C anzeigt. Dafür spricht auch die wachsende Bedeutung von basalem Gleiten (englisch basal glide) im Quarz im Norden verglichen mit prismatischem Gleiten (englisch prism glide) im Süden, ganz im Einklang mit den von Mancktelow und Kollegen (2001) gefundenen Veränderungen der Deformationsmechanismen in Quarz. Im Süden überwiegen Kornuntergrenzenrotationen (englisch subgrain rotation), wohingegen die durch Korngrenzenwanderung hervorgerufenen Rekristallisationen (GBMR-Prozesse) im Norden überhandnehmen. Überdies lassen sich zwei extrem beanspruchte, mehrere hundert Meter breite Scherkorridore erkennen, einer auf halbem Weg zwischen dem Pluton und der Periadriatischen Naht (als westliche Verlängerung des DAV-Lineaments interpretiert) und einer in unmittelbarer Nähe des Tauernfensters. Der sinistralen Scherung vorausgegangen war eine Isoklinalfaltung sowie Mylonitisierung Turmalin-führender Pegmatitgänge. Durch die spätere Scherung wurden die Falten sehr eng zusammengepresst, ihre Achsen näherten sich dem Verlauf der aus der Scherung hervorgegangenen Strecklineare und ihre Ebenen überkippten nach Norden. Meist ist jedoch nur eine einzige Foliation zu erkennen, die aber sehr wahrscheinlich das Endergebnis mehrerer Reaktivationen darstellen dürfte.
Niedrigtemperierte dextrale Seitenverschiebungen und nach Südosten gerichtete Aufschiebungen lassen sich direkt am Rensen-Pluton selbst und in der Nähe der Periadriatischen Naht erkennen. Die Aufschiebungen sind mit feinkörnigen Quarz-Mikrostrukturen assoziiert, welche bereits in den spröden Bereich hinüberführen. Der Pluton mit seinen Gängen und Adern durchschneidet das ursprüngliche sinistrale Schergefüge und wird seinerseits nur von den dextralen transpressiven Strukturen beeinträchtigt. Diese dextrale Überprägung ist besonders schön am Nordwestkontakt des Plutons südlich der Plattspitze zu beobachten – hier sind sowohl der Tonalit als auch das unmittelbare Nebengestein deutlich dextral zerschert. Der Tonalit wurde hier auf 2550 Meter Höhe mylonitisiert und das Nebengestein in Ostsüdost-streichende und mit 76° nach Nordnordost einfallende Scherbänder (englisch  shear band cleavage oder sbc) zerlegt.

### Strukturen
Unter den Strukturen, die im Austroalpin den vorherrschenden linksverschiebenden Schersinn erkennen lassen, sind zu erwähnen: typische S-C-Gefüge, Glimmerfische (englisch mica fish), Sigma-Klasten, abgescherte und rückrotierte Boudinstrukturen samt ihren Abschnürungen sowie Scherbänder (englisch shear bands). Die mehr oder weniger horizontalen (gelegentlich auch bis zu einem Winkel von 30° nach Ost abtauchenden) Lineationen sind erkennbar an Strecklinearen aus Chlorit und anderen Glimmern sowie an Krenulationen. Die steil nach Süden erfolgten Aufpressungen zeigen sich in steil isoklinal verfalteten Quarz- und Karbonatlagen, wobei der Überschiebungssinn (Hangendes nach Süden) an asymmetrischen Quarzboudins abzulesen ist, sowie an lokalen Aufschiebungen.

## Physikalische Parameter
Krenn und Kollegen ermittelten anhand des Hornblende-Geobarometers Drucke zwischen 0,7 und 0,8 Gigapascal. Dies entspricht einer Eindringtiefe des Plutons von 20 bis 22 Kilometer. Die Intrusion saß somit wesentlich tiefer als der benachbarte Rieserferner-Pluton (Eindringtiefe 12 bis 15 Kilometer) oder der Zinsnock-Pluton (Eindringtiefe 11 bis 13 Kilometer). Die Temperaturen konnten durch die während der Kontaktmetamorphose neugebildeten Skarnminerale in benachbarten Marmoren auf 590 bis 670 °C eingegrenzt werden.

## Alter
Borsi und Kollegen hatten den Rensen-Pluton im Jahr 1978 noch mit 17 ± 4 Millionen Jahren datiert. Dies entsprach dem frühen Miozän bzw. dem Burdigalium. Mittels der Uran-Thorium-Blei-Systematik wurde dieses recht junge Alter 1989 von Barth und Kollegen jedoch auf Alter zwischen 31,09 ± 0,25 für Quarzdiorit und 31,70 ± 0,32 Millionen Jahre für Tonalit (Oligozän, Rupelium) revidiert. Die untersuchten Zirkone enthielten außerdem Reliktalter aus dem frühen Proterozoikum, sowie aus dem späten Proterozoikum bzw. frühen Paläozoikum.
Von Müller und Kollegen (2000) konnte ein vom Pluton ausgehender Vorläufergang, der im Nebengestein mylonitisiert wurde, mit 30,9 ± 0,2 Millionen Jahren bestimmt werden. Weniger stark deformierte rhyodazitische Vorläufergänge wurden von Kugel (1989) mit 29,9 ± 0,5 und 29,8 ± 0,6 Millionen Jahren datiert.
Das Intrusionsgeschehen am Rensen-Pluton kann somit mittlerweile auf den Zeitraum 31,7 bis 29,8 Millionen Jahre eingegrenzt werden.